# Ботвинник, Наум Рафаилович
Нау́м (Нахим) Рафаи́лович Ботви́нник (1872—1939) — советский военный врач, бригврач (11 апреля 1936). Отец М. Н. Ботвинника.

## Биография
Окончил гимназию в Иркутске и медицинский факультет Томского университета. В 1894 переехал работал в Военно-медицинской академии в Санкт-Петербурге. С 1896 — член Общества для распространения просвещения между евреями в России, с 1898 работал в составе его исторической комиссии, после 1906 избирался в комитет общества, занимался вопросами еврейского образования, сотрудничал в сборнике «Пережитое», изучал работу еврейских училищ этого общества. В 1897 году получил звание доктора медицины и открыл частную лечебницу. В 1912 года принимал участие в создании Общества охраны здоровья еврейского населения, избран в его комитет. За безвозмездное участие в медицинских экспедициях по борьбе с трахомой в Черте оседлости был награждён орденами (включая орден святого Владимира, дававшего право на получение дворянства), а также получил чин статского советника. В период Первой мировой войны был мобилизован, работал в академии военным врачом. После Февральской революции первым из не крещёных евреев был избран учёным советом академии на должность преподавателя. В 1920−1930 годах работал в еврейской лечебнице, при этом в начале 1920-х входил в руководство ОЗЕ (общество здравоохраненя евреев). В середине 1930-х — старший преподаватель кафедры глазных болезней Военно-медицинской академии. Написал несколько трудов по глазным болезням. Умер в Ленинграде, не был арестован как ЧСИР, хотя его сын был репрессирован.